# Cecidomyiinae
I Cecidomyiinae sono una sottofamiglia di insetti dell'ordine dei Ditteri (sottordine Nematocera, famiglia Cecidomyiidae). È il raggruppamento più rappresentativo e più importante della famiglia in quanto comprende le specie galligene e quelle artropofaghe.

## Descrizione
Questa sottofamiglia ha caratteri morfologici simili a quelli dei Porricondylinae: il capo è privo di ocelli e le zampe hanno in basitarso più breve del secondo tarsomero. Differiscono dai Porricondilini per la morfologia degli antennomeri.

## Sistematica
La sottofamiglia si suddivide in 14 tribù e comprende inoltre alcuni generi di collocazione sistematica incerta:
- Tribù Alycaulini. Generi: Asteromyia, Astictoneura, Calamomyia, Chilophaga, Edestochilus, Edestosperma, Meunieriella, Neolasioptera, Protaplonyx.
- Tribù Aphidoletini. Genere: Aphidoletes.
- Tribù Asphondyliini. Generi: Asphondyliina, Polystephina, Schizomyiina.
- Tribù Brachineurini. Generi: Brachineura, Epimyia.
- Tribù Cecidomyiini. Generi: Ancylodiplosis, Apagodiplosis, Blaesodiplosis, Bremia, Caryomyia, Cecidomyia, Coccidomyia, Contarinia, Coquillettomyia, Cordylodiplosis, Ctenodactylomyia, Diadiplosis, Endaphis, Epidiplosis, Glenodiplosis, Gongrodiplosis, Halodiplosis, Harmandia, Harmandiola, Homobremia, Kalodiplosis, Karshomyia, Lobodiplosis, Lobopteromyia, Macrodiplosis, Monarthropalpus, Obolodiplosis, Olpodiplosis, Paradiplosis, Pilodiplosis, Pinyonia, Pitydiplosis, Planetella, Platydiplosis, Plectrodiplosis, Prodiplosis, Putoniella, Resseliella, Sequoiomyia, Tanaodiplosis, Taxodiomyia, Thaumadiplosis, Thecodiplosis, Trogodiplosis, Xylodiplosis, Youngomyia, Zeuxidiplosis.
- Tribù Clinodiplosini. Generi: Ametrodiplosis, Aphodiplosis, Clinodiplosis, Giardomyia, Hyperdiplosis, Parallelodiplosis, Sitodiplosis.
- Tribù Lasiopterini. Generi: Hybolasioptera, Isolasioptera, Lasioptera, Ozirhincus.
- Tribù Kiefferiini. Generi: Kiefferia.
- Tribù Ledomyiini. Genere: Ledomyia.
- Tribù Lestodiplosini. Generi: Adiplosis, Arthrocnodax, Cartodiplosis, Dentifibula, Dicrodiplosis, Feltiella, Lestodiplosis, Odontodiplosis, Pectinodiplosis, Silvestrina, Thripsobremia,  Trisopsis, Tropidiplosis.
- Tribù Mycodiplosini. Genere: Mycodiplosis.
- Tribù Oligotrophini. Generi: Acericecis, Camptoneuromyia, Celticecis, Craneiobia, Cystiphora, Dasineura, Ficiomyia, Iteomyia, Janetiella, Kaltenbachiola, Lygocecis, Mayetiola,  Oligotrophus, Phaenolauthia, Procystiphora, Rabdophaga, 'Rhopalomyia, Sackenomyia, Semudobia, Walshomyia.
- Tribù Rhizomyiini. Genere: Rhizomyia.
- Tribù Trotteriini. Genere: Trotteria.
- Generi incertae sedis: Coccodiplosis, Didactylomyia, Heterocontarinia, Lasiopteryx, Microdiplosis, Nanodiplosis, Stomatosema.